# Бонёр, Роза
Роза Бонёр (фр. Rosa Bonheur, полное имя Мари́-Розалия Бонёр, фр. Marie-Rosalie Bonheur; 16 марта 1822, Бордо — 25 мая 1899, Томери) — французская художница, одна из крупнейших анималисток XIX века.

## Биография

### Происхождение и становление (1822—1848)
Роза Бонёр родилась 16 марта 1822 года в городе Бордо, самым старшим ребёнком в семье художников. Её мать Софи Бонёр (1797—1833), урождённая Маркис, преподаватель фортепиано, умерла, когда Розе было одиннадцать лет. Отец, Оскар-Раймон Бонёр, художник-пейзажист и портретист, поощрявший художественные таланты детей, был первым и единственным учителем Розы. Несмотря на еврейское происхождение, семья Бонёр придерживалась сенсимонизма — христианско-социалистического течения, которое способствовала образованию женщин наряду с мужчинами. Её младшая сестра, Жюльетт, также стала художницей, из двух братьев Огюст (1824—1884) стал художником-пейзажистом и анималистом, а Исидор-Жюль, — скульптором. Исследователь Фрэнсис Гальтон использовал Бонёр в качестве примера «Наследственного гения» в своём одноимённом эссе 1869 года.
Семья Бонёр переехала в Париж в 1828 году. По семейным свидетельствам, Роза была непослушным ребёнком и ей было трудно учиться читать. Прежде чем она смогла начать говорить, она рисовала карандашами по нескольку часов в день. Её мать учила её читать и писать, просив выбирать и рисовать различных животных для каждой буквы алфавита. Художница приписывает свою любовь к рисованию животных к этим урокам чтения со своей матерью.
В детстве она была непослушным ребёнком, в связи с чем, её исключали из нескольких школ. После неудачного ученичества у швеи в возрасте двенадцати лет, отец взял на себя обязательство обучать её художественному ремеслу. Он поощрял её интерес к рисованию животных, принося живых животных в студию семьи для изучения.
Следуя традиционной учебной программе художественной школы того времени, Бонёр начала своё обучение, копируя изображения из книг для рисования и зарисовывая гипсовые модели. По мере обучения она проводила исследования одомашненных животных, в том числе лошадей, овец, коров, коз, кроликов и других животных на пастбищах в окрестностях Парижа, на открытых полях Вилье возле Леваллуа-Перре и ещё Буа де Булонь. В четырнадцать лет она начала копировать картины в Лувре. Среди её любимых художников были Никола Пуссен и Рубенс, но она также копировала картины Паулюса Поттера, Франса Пурбуса-мл, Луи Роберта, Сальваторе Розы и Карела Дюжардена.
Она изучала анатомию и остеологию животных на скотобойне в Париже и в Национальном ветеринарном институте в Париже. Там она подготовила подробные этюды, которые позже использовала для своих картин и скульптур. В этот период она подружилась с отцом и сыном, анатомами и зоологами, Этьеном Жоффруа Сент-Илером и Изидором Жоффруа Сент-Илером.
В возрасте 19 лет, Роза впервые выставила картины на парижском салоне 1841 года. Позже, в 1845 году, на салоне она получила медаль третьего класса. А в 1848 году она получила первую медаль за картину «Волы и быки в Кантале» (фр. Boeufs et taureaux, race du Cantal), что позволило ей получить государственный заказ на 3000 франков на картину «Пахота в Ниверне».

### Пик творчества (1849—1880)

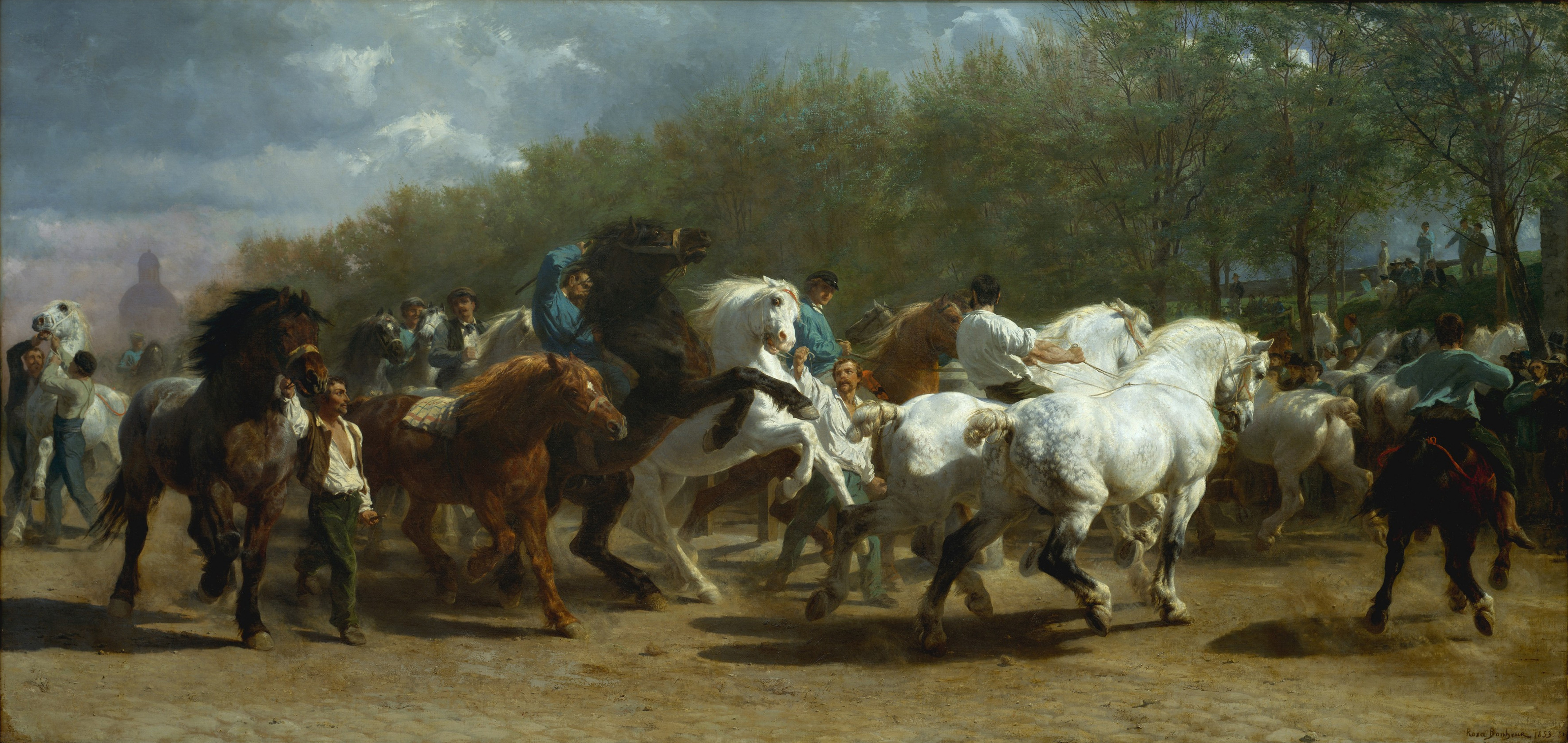
Ярмарка лошадей. 1852—1855, холст, масло

Первым её крупным успехом стала картина «Пахота в Ниверне», написанная в 1849 году по заказу правительства Франции, и выставленная в том же году на парижском салоне и получившая Первую медаль. Самая известная работа Бонёр, монументальная картина «Ярмарка лошадей», имела размеры 244,5 × 506,7 см и была завершена в 1855 году. На ней изображён конный рынок, который расположен на бульваре Опиталь в Париже, недалеко от госпиталя Сальпетриер, который виден на заднем плане. Её уменьшенная версия хранится в Национальной галерее в Лондоне. Эта работа привела Бонёр к международной славе и признанию. В том же году, в поездке в Шотландию, она встретила королеву Викторию, которая восхищалась работой художницы. В Шотландии художница делала наброски к поздним работам, в том числе к картине «Высокогорный пастух» (1859) и «Шотландскому рейду» (1860). Эти произведения изображают образ жизни на шотландском высокогорье, исчезнувшем столетием ранее, и они имели огромную привлекательность для викторианской эпохи.
После смерти его отца в марте 1849 года, Бонёр заняла его место преподавателя в Свободной императорской школы рисования для юных леди (бесплатной школы рисования для девочек), где проработала до 1860 года. «Следуйте моим советам, и я сделаю вас Леонардо да Винчи в юбках», — часто говорила она своим ученицам.
Между 1856 и 1867 годами она не выставлялась в Салоне, все её произведения распродавались заранее. «Мы всегда искренне уважали талант мадемуазель Розы Бонёр», — писал Теофиль Готье в том году, «с ней нет необходимости быть галантным; она серьёзно занимается искусством и [она] может рассматриваться [наравне] с мужчинами».

В 1859 году успех Бонёр позволил ей переехать в замок Бю, недалеко от Фонтенбло, где она прожила всю оставшуюся жизнь, и где сейчас находится музей, посвящённый ей. По проекту архитектора Жюль Солнье, в поместье были построены большая мастерская и загон для животных. В загоне, в разное время, содержались быки, лошади, муфлоны, олени, лани, кабаны, бараны и другие животные, которые служили натурой для работ художницы. 

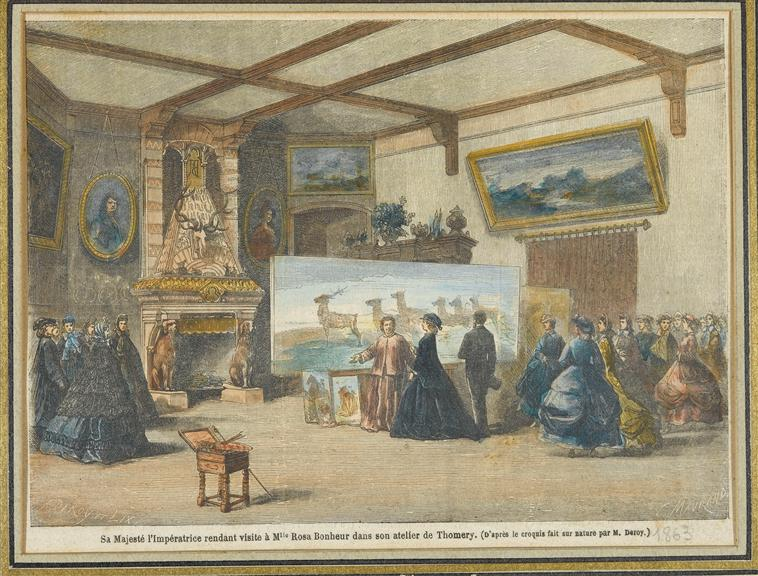
Императрица Евгения посещает Розу Бонёр в её ателье. Рисунок Фредерика Ликса, 1863

В 1864 году, императрица Евгения нанесла ей неожиданный визит, пригласив Бонёр на обед с Наполеоном III. Результатом этого визита стала гравюра на дереве по рисунку Огюста Виктора Дероя (1825—1906), хранящаяся во дворце Фонтенбло. Императрица вернулась в следующем году, 10 июня 1865 года, чтобы вручить Бонёр офицерским крестом ордена Почётного легиона, что сделало Розу Бонёр первой художницей, получившей эту награду.
На Всемирной выставке в 1867 году, Бонёр выставила 10 картин.
Франко-прусская война 1870 года потрясла Бонёр. Она предложила мэру Томери собрать батальон и отправиться с ним на войну, но чиновник отклонил это предложение. Тогда Бонёр предоставила свое поместье в качестве пункта приёма раненых и беженцев.

### Последние годы (1881—1899)

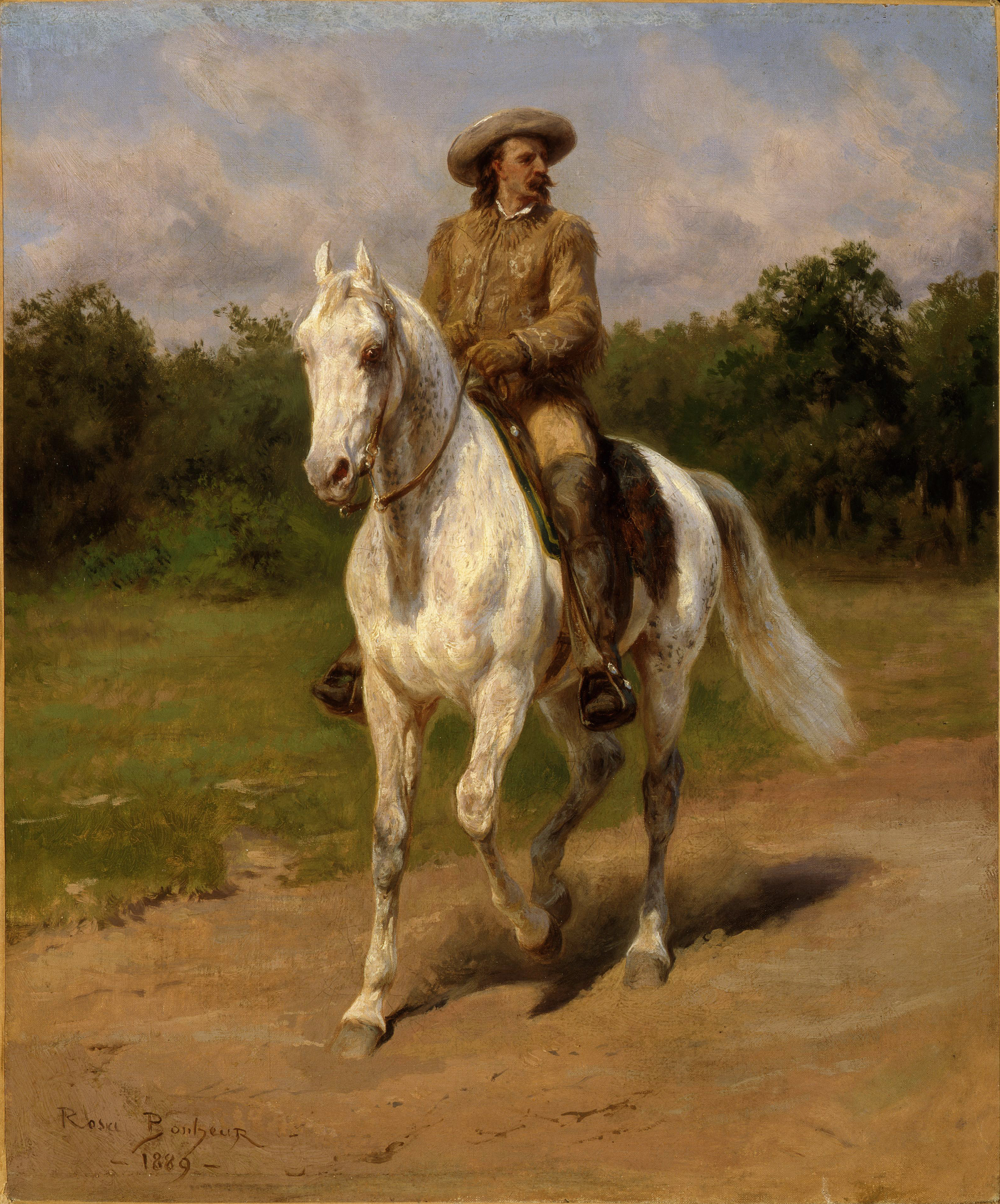
Буффало Билл. 1889, холст, масло.

После Всемирной выставки 1889 года в Париже она пригласила Буффало Билла в свое поместье, как ответ на его приглашение стать резидентом шоу «Дикий Запад». Во время его пребывания, Бонёр сделала подготовительные эскизы для его портрета. Впоследствии, между ними зародилась крепкая дружба.
Бонёр выставляла свои работы во Дворце изящных искусств и в павильоне Женщины на Всемирной выставке 1893 года в Чикаго. Хотя она была более популярна в Англии, чем в своей родной Франции, в 1865 году она была награждена Императрицей Евгенией офицерским крестом ордена Почётного легиона, а в 1894 году стала первой художницей ставшей офицером Ордена.

#### Кончина

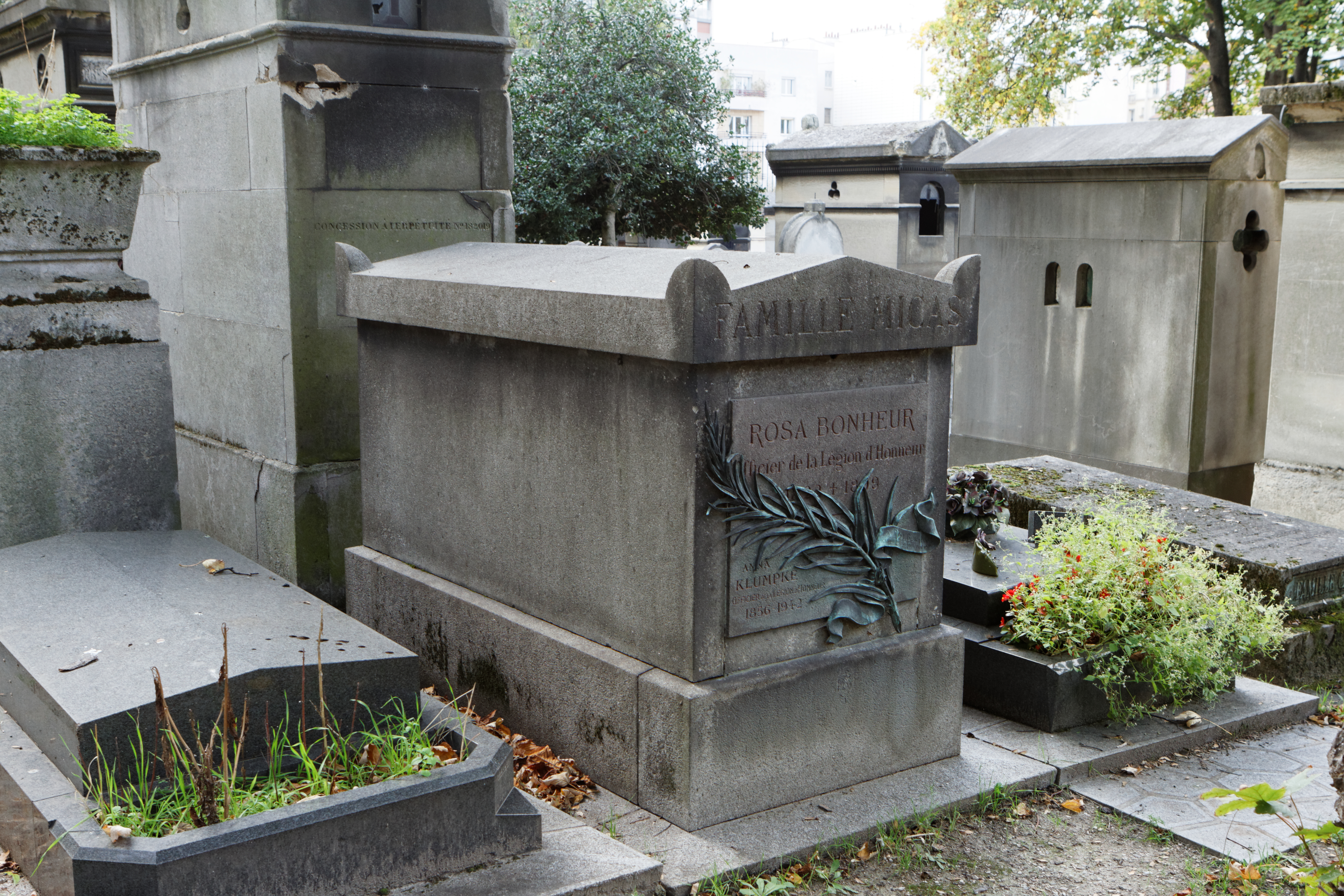
Надгробие на могилах Розы Бонёр, Анны Клюмпке и Натали Мика. Париж, кладбище Пер-Лашез.

Во время прогулки в лесу Роза Бонёр простудилась и заболела воспалением легких. Через два дня, 25 мая 1899 года, она скончалась в возрасте 77 лет в Томери и была похоронена в Париже на кладбище Пер-Лашез, рядом с Натали Мика— (1824 — 24 июня 1889). Позже рядом с ними была похоронена Анна Клюмпке.

## Личная жизнь
В то время женщины зачастую неохотно получали образование в качестве художников и став успешной художницей Бонёр своим примером популяризировала художественное ремесло для женщин.
Бонёр можно рассматривать как «новую женщину» XIX-го века. Она была известна тем, что носила мужскую одежду, но приписывала свой выбор брюк их практичности при работе с животными. В своей личной жизни она была довольно открыто лесбиянкой — она прожила со своей первой партнёршей, Натали Мика, более 40 лет, до самой смерти Мика. Затем была в отношениях с американской художницей Анной Элизабет Клюмпке. В то время, когда лесбиянство расценивалось большей частью французского общества как ненормальность, откровенность Бонёр относительно своей личной жизни была новаторской.
В мире, где гендерное выражение буквально контролировалось, Роза Бонёр преодолела границы, решив носить брюки, рубашки и галстуки. Она делала это не потому, что хотела быть мужчиной, хотя иногда упоминала о себе как внук или брат, когда говорила о своей семье, а скорее отождествляла себя с силой и свободой, отведённой для мужчин. Ношение мужской одежды давало Бонёр чувство идентичности в том смысле, что это позволило открыто показать, что она отказывалась соответствовать социальному построению гендерного бинарного общества. Это поведение также транслировало её сексуальность в то время, когда лесбийский стереотип состоял из женщин, которые подстригали свои волосы, носили брюки и курили. Роза Бонёр делала все три. Бонёр никогда прямо не говорила, что она — лесбиянка, но её образ жизни и способ, которым она говорила о своих партнёршах, предполагали это, хотя некоторые авторы отвергали этот факт.

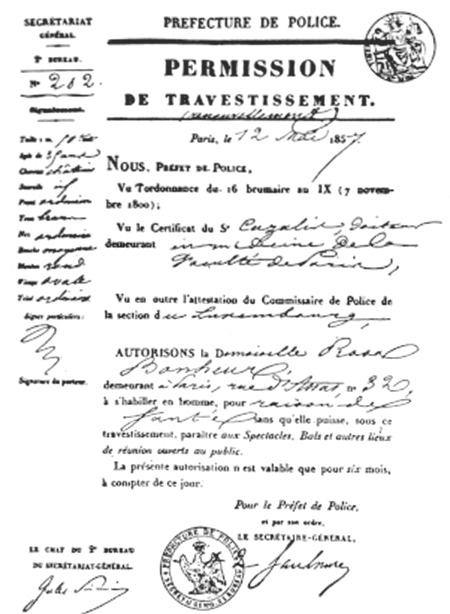
Разрешение на переодевание Розы Бонёр, 1857

По закону от ноября 1800 года, женщинам не разрешалось носить брюки и Роза Бонёр должна была попросить разрешения на переодевание, которое каждые шесть месяцев нужно было продлевать в префектуре полиции Парижа.

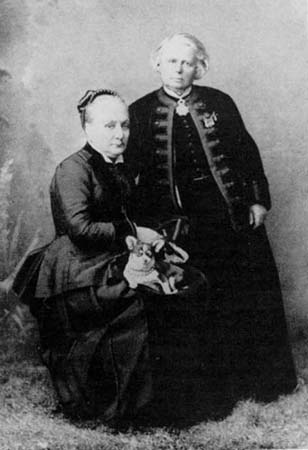
Роза Бонёр и Натали Мика, 1882, Ницца

За всю жизнь у неё было две партнёрши. Первая — Натали Мика, с которой она прожила сорок лет. Вторая, Анна Клюмпке, вошла в её жизнь после смерти её Натали. С Натали Мика они познакомились ещё в юности в 1837 году, когда Розе было четырнадцать, а Натали — двенадцать.
Бонёр, получая удовольствие от занятий, обычно предназначенных для мужчин, таких как охота и курение, рассматривала свою женственность как нечто намного превосходящее всё, что мужчина мог предложить или испытать. Она считала мужчин глупыми и упоминала, что единственными мужчинами, на которых она имела время или внимание, были быки, которых она рисовала.
Решив никогда не становиться адъюнктом или придатком мужчины в плане живописи, она решила, что станет собственным боссом и вместо этого сможет опираться на себя и своих партнёрш. Её партнёрши брали на себя заботу о семейной жизни, в то время как Роза брала роль кормильца. Наследие Бонёр проложило путь для других лесбиянок, которые не одобряли жизнь общества, предлагаемую для них.

## Наследие
Бонёр представлял арт-дилер Эрнест Гамбарт (1814—1902), который впервые привёз её работы Соединённое Королевство в 1855 году. Позже он приобрёл права на воспроизведение её работ. Многие гравюры работы Бонёр были созданы по репродукциям Чарльза Джорджа Льюиса (1808—1880), одного из лучших гравёров того времени.
Многие из её картин, которые ранее не были показаны публично, были проданы на аукционе в Париже в 1900 году. Одна из её работ, «Монархи леса», была продана на аукционе в 2008 году за чуть более 200 000 долларов США.
Вместе с другими художниками-реалистами XIX века Бонёр была не в «моде» на протяжении большей части XX-го века, и в 1978 году критик назвал картину «Пахота в Ниверне» «полностью забытой и редко возвращаемой из забвения». В том же году она входила в серию картин, отправленных в Китай французским правительством для выставки под названием «Французский пейзаж и крестьянин, 1820—1905». С тех пор интерес к работам Бонёр несколько вырос.

## Награды
Художница была награждена офицерским крестом ордена Почётного легиона.

## Память
- В честь Розы Бонёр назван кратер на Венере.
- В 1909 году в её доме был открыт мемориальный музей — Ателье Розы Бонёр[фр.].

## Галерея

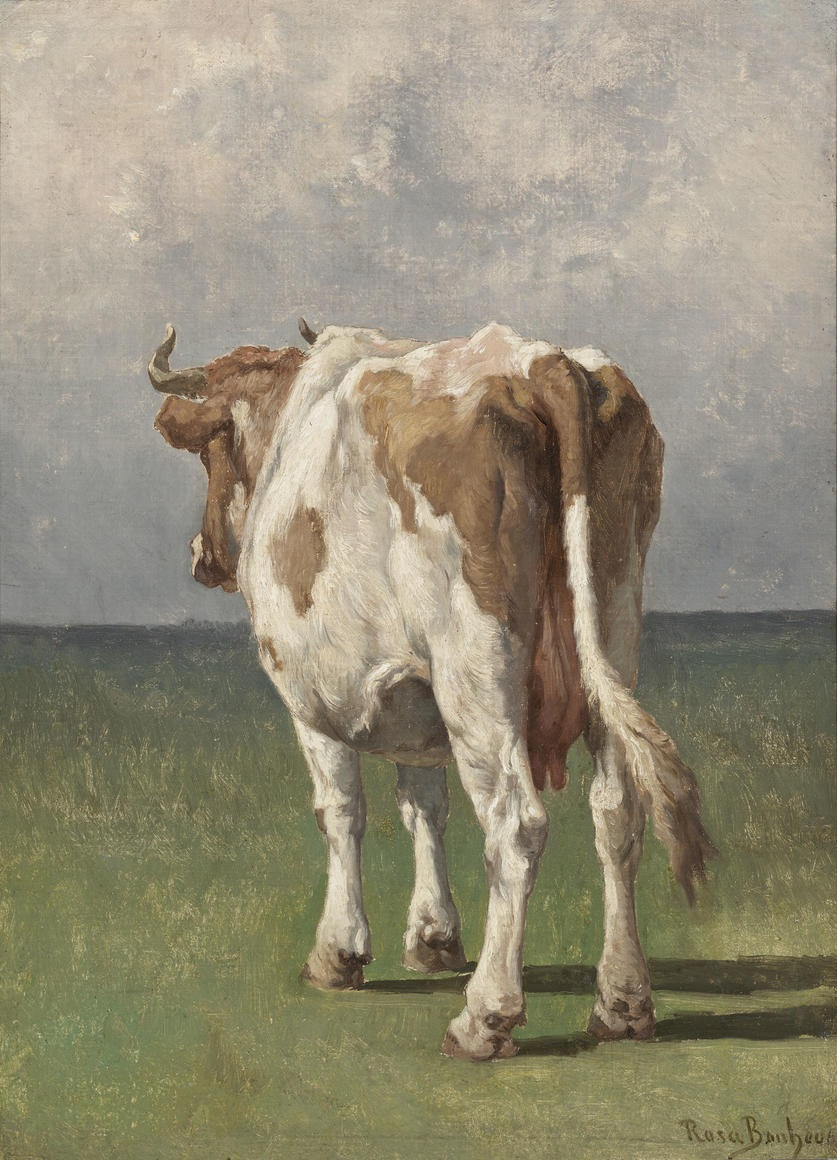
Этюд с изображением коровы (ок. 1840)
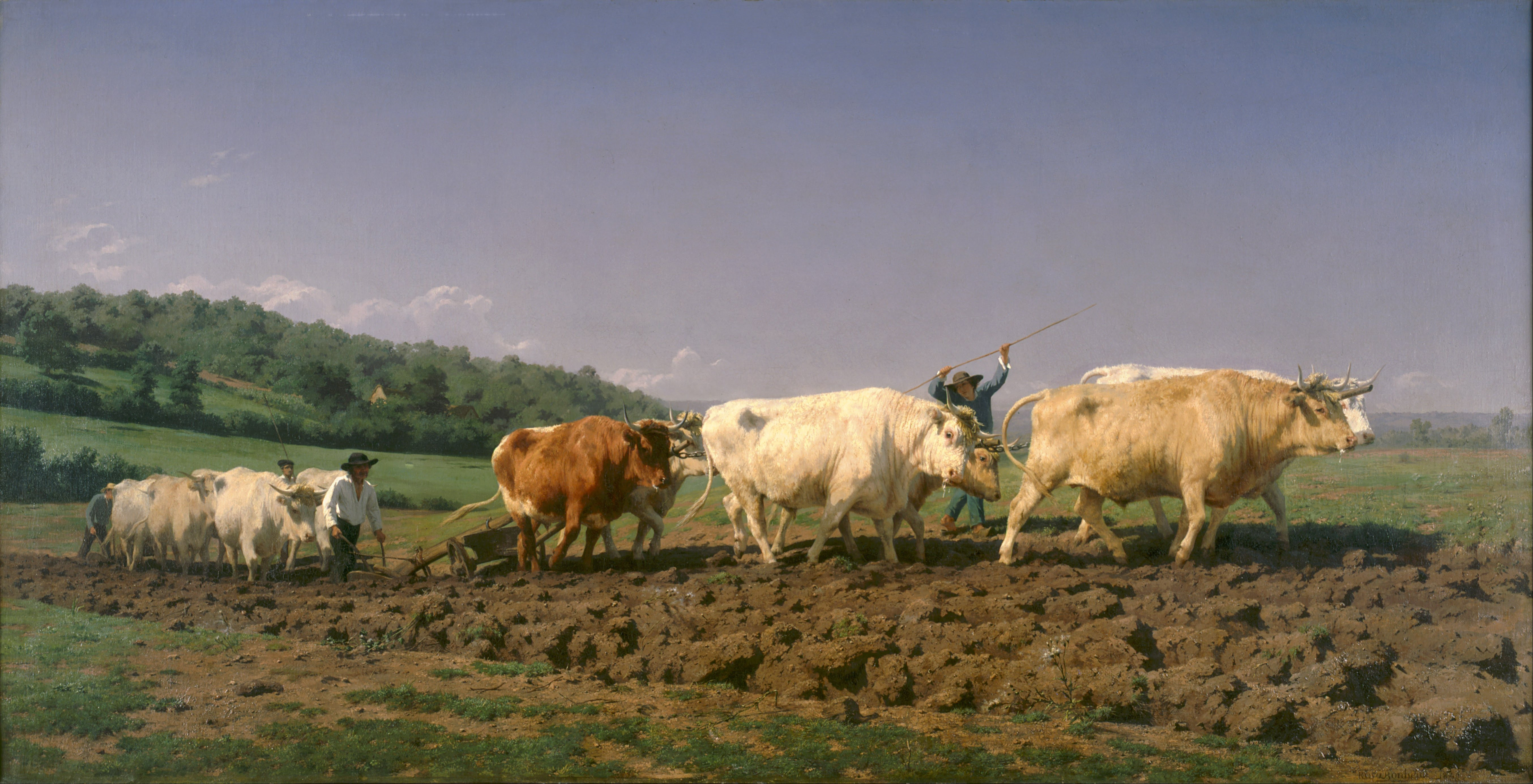
Пахота в Ниверне (1849)
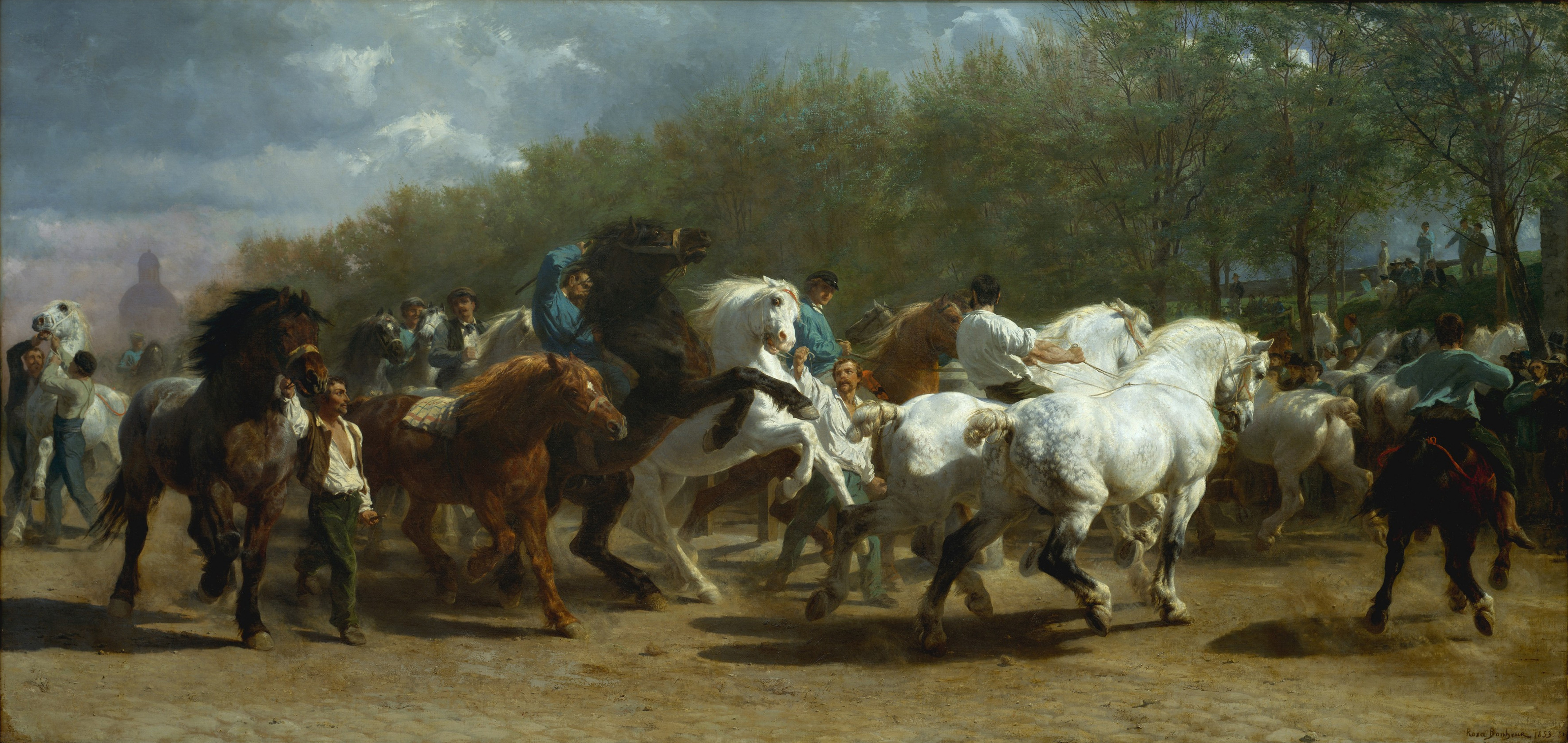
Ярмарка лошадей (1853)
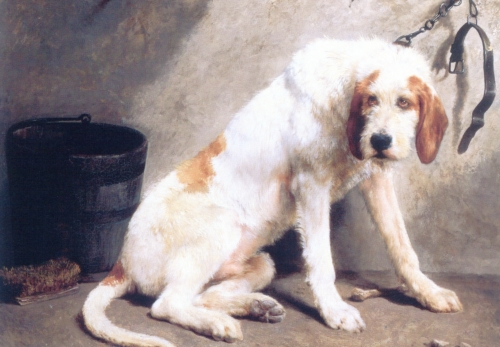
Барбаро после охоты (1858)
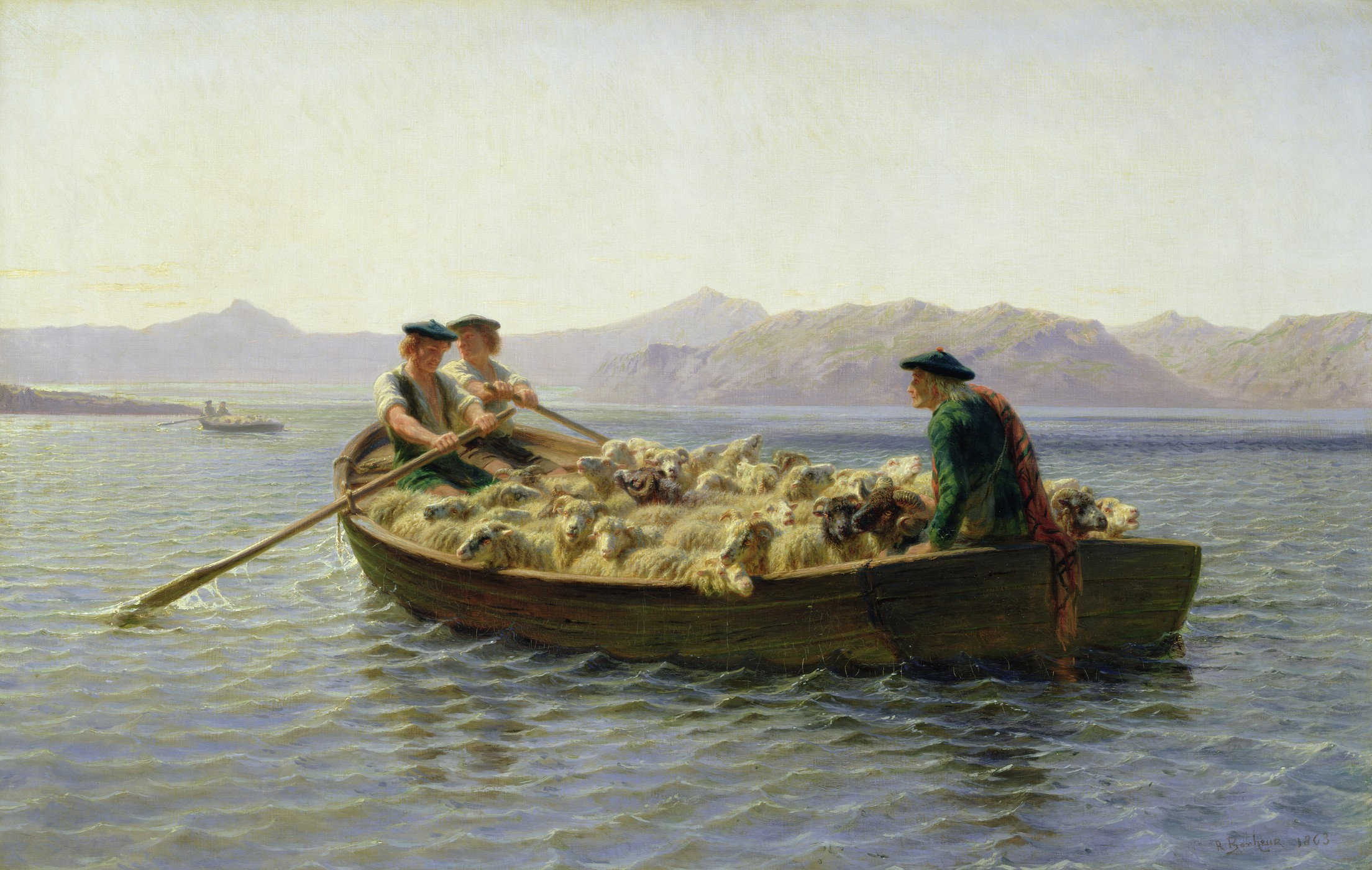
Смена пастбища (1863)
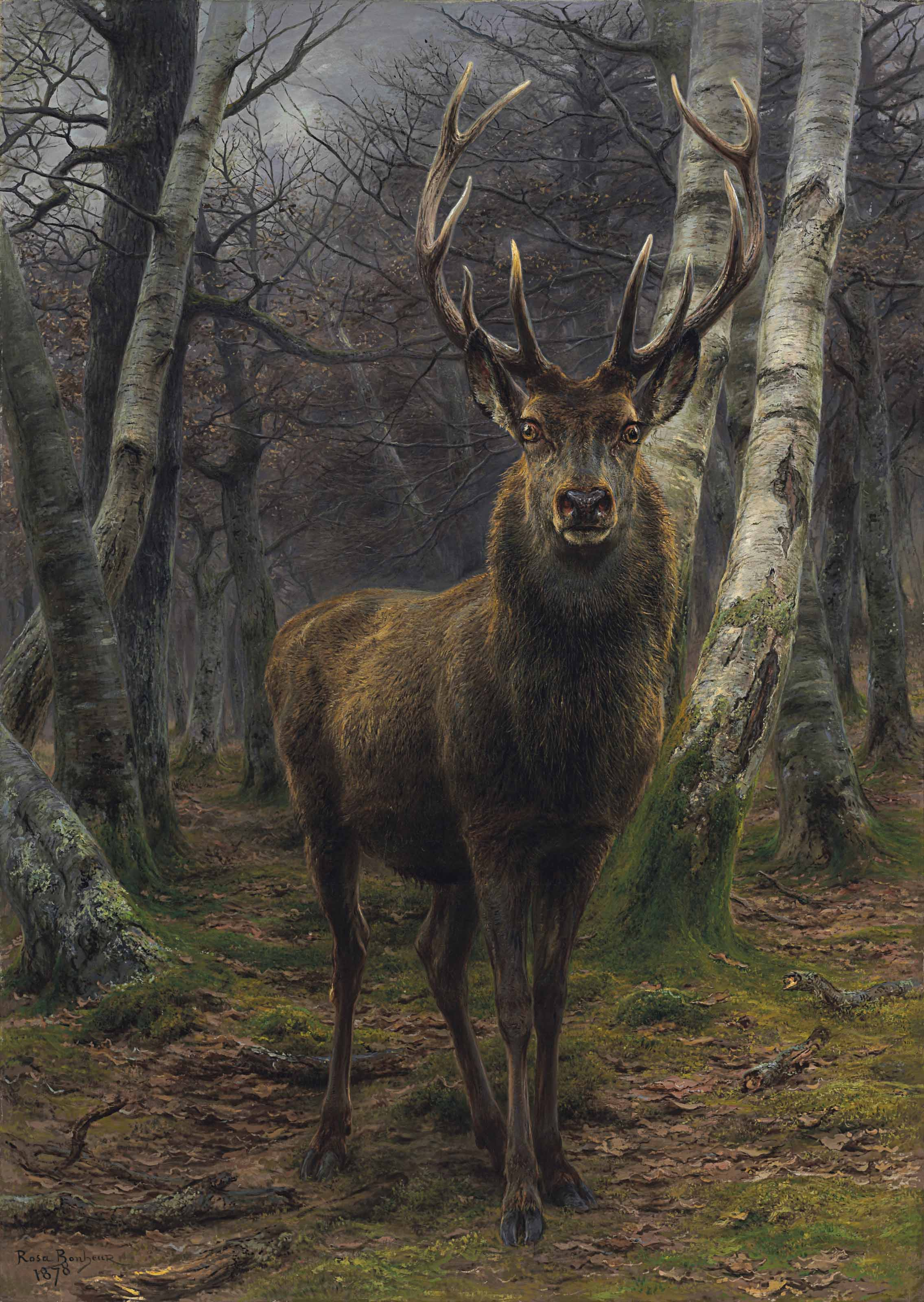
Король леса (1878)
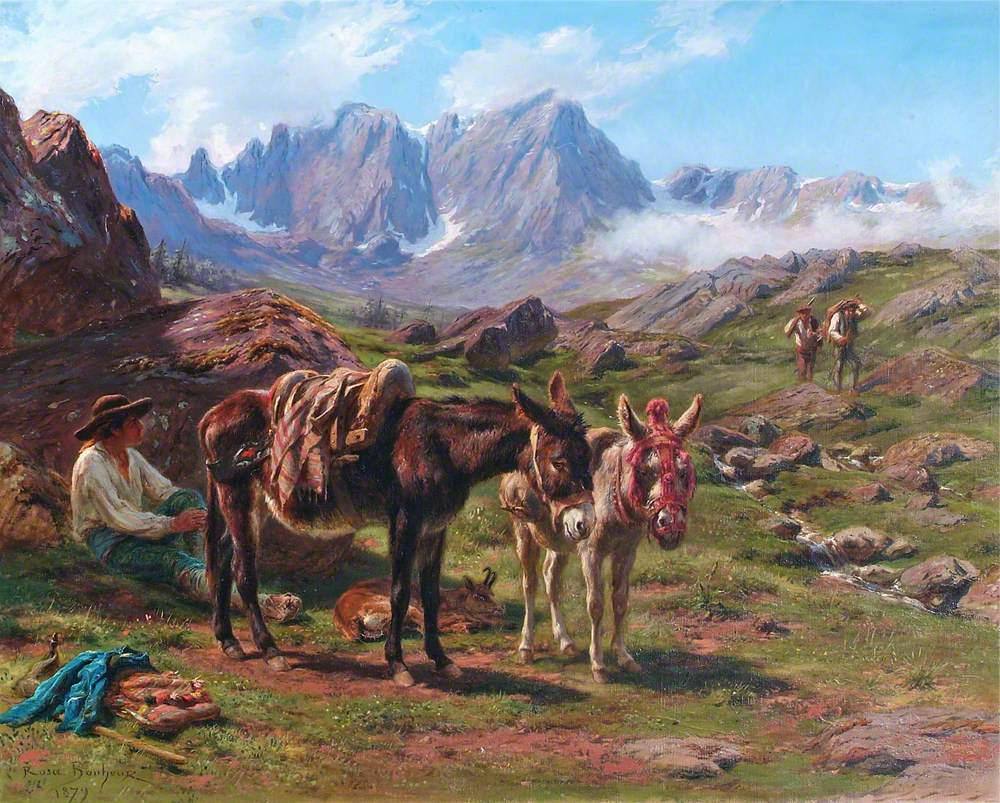
Погонщики мулов в Пиренеях (1879)
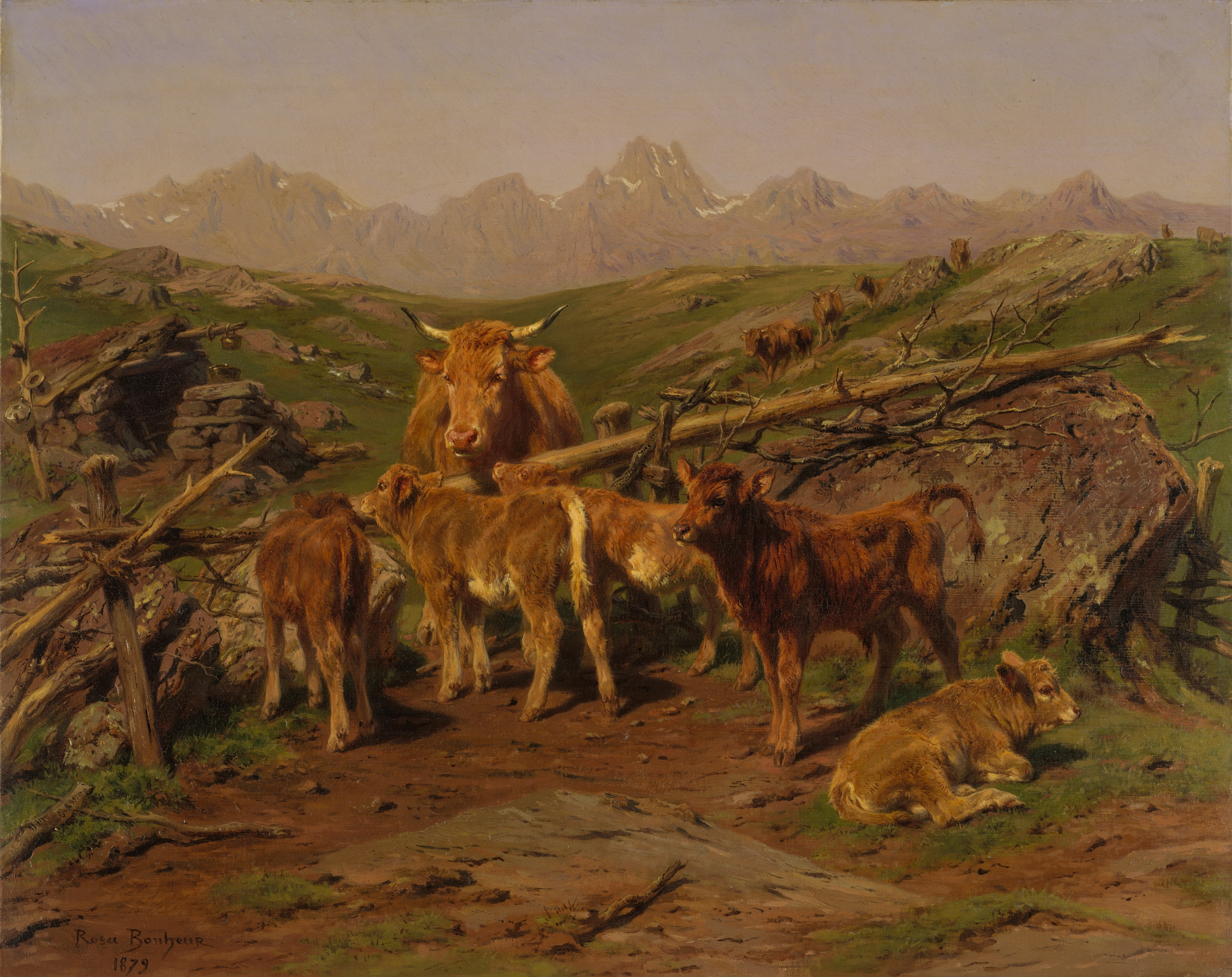
Телята (1879)
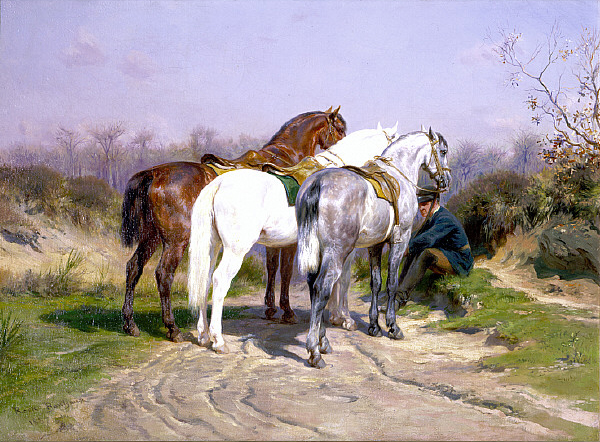
На охоте (1887)